# Temporomandibulaire disfunctie
Temporomandibulaire disfunctie (TMD), ook wel genoemd craniomandibulaire disfunctie (CMD), is een term uit de tandheelkunde en betekent het disfunctioneren van het kaakcomplex.

## Symptomen
Meest voorkomende symptomen zijn:
- Kaakpijn: al dan niet tijdens kauwen, openen of sluiten van de mond;
- Oorpijn of druk thv het oor;
- Tandpijn zonder onderliggend tandprobleem;
- Hoofd- en nekpijn;
- Stramheid in de kauwspieren ('s ochtends of 's avonds);
- Tinnitus.

## Oorzaak
Volgens de huidige inzichten bestaat er niet een enkele oorzaak voor het ontstaan of het in stand blijven van TMD, maar is er vaak sprake van een combinatie van factoren, zoals:
- verkeerde mondgewoonten, bijvoorbeeld klemmen of knarsen (bruxisme);
- trauma, bijvoorbeeld na een klap of stoot;
- verschuiving van de discus ten opzichte van het kaakkopje (condylar displacement);
- verstoorde spieractiviteit;
- psychische stress en persoonskenmerken;
- verstoorde occlusie; aan de rol van een verstoorde occlusie bij het ontstaan van TMD wordt geen of weinig waarde toegekend.

## Vormen
Waar gewoonlijk gesproken wordt over kaakklachten, moet onderscheid worden gemaakt tussen: 
- artrogene vormen;
- myogene vormen;
- combinaties van artrogene en myogene vormen.

Bij myogene vormen van TMD zijn er problemen met de kauwspieren. Vaak gaat het hierbij om de kauwspier op de slaap (musculus temporalis) of de kauwspier aan de  kaakhoek (musculus masseter). Mogelijke therapie kan zijn bewegingstherapie, oro-myofunctionele therapie(OMFT) of relaxatietherapie. Ook het 's nachts dragen van een opbeetplaat kan in bepaalde gevallen de klachten verhelpen.
De artrogene vormen van TMD hebben betrekking op het kaakgewricht. Deze situeren zich ter hoogte van het kaakkopje (condylus), van de gewrichtsschijf (discus articularis) of van de ligamenten.